# Parmotrema aptrootii
Parmotrema aptrootii är en lavart som beskrevs av Aubel. Parmotrema aptrootii ingår i släktet Parmotrema och familjen Parmeliaceae.   Inga underarter finns listade i Catalogue of Life.